# 説成親王
説成親王（かねなりしんのう、生没年不詳）は、南北朝時代から室町時代にかけての南朝の皇族。後村上天皇の第六皇子で、長慶天皇・後亀山天皇の弟と推定される。母は不詳。子に聖淳がいる。官職は上野太守で、上野宮（こうずけのみや）・福御所と号した。本来の諱は懐成（かねなり）・懐邦（かねくに）。
近世の南朝系図以来、護聖院宮家の初代親王に比定する説が通説であったが、近年の研究では史料的な裏付けを欠くとして否定されつつある。

## 経歴
南朝での詳しい経歴は不明ながら、親王宣下を受けた後に上野太守に任じられ、弘和元年/永徳元年（1381年）12月に成立した『新葉和歌集』には4首（流布本には3首）が入集する。元中9年/明徳3年（1392年）閏10月に南北朝合一を迎えると、後亀山天皇・三宮（東宮惟成親王か）に同行して吉野より入洛を果たした。
在京中の動静に関しても史料がないが、応永15年（1408年）吉野河上郷の在地勢力が上野宮に与同して背いたため、吉水院の惣郷によって鎮圧された旨が『吉水神社文書』に見える。これは、同年5月の足利義満薨去を受けて親王が起こした反幕行動の一端を示したもので、合一後の南朝皇胤による決起としては最も早い例となろう。ところが、応永22年（1415年）伊勢国司北畠満雅による挙兵に際してはこれに同調せず、むしろ幕府との間に立って調停に動いていることから、必ずしも反幕姿勢を堅持していた訳ではないようである。応永30年（1423年）8月に子の聖淳が足利義持の計らいで相応院に入室した。これに対しては抵抗する気運もあったらしく、11月に上野宮青侍の中村某が斬首されている。師成親王による『新葉集』奥書からは、応永32年（1425年）なお存命していたことが確認されるが、以後の消息は不明である。
南朝系図によれば、出家して恵覚と号したともいうが、このことは根本史料には見えない。